# 2MASS J08592547-1949268
2MASS J08592547-1949268 ist ein über 20 pc von der Erde entfernter Brauner Zwerg im Sternbild Kompass. Er wurde 2003 von Kelle L. Cruz et al. entdeckt. Er gehört der Spektralklasse L7 an.